# Ciharalang
Ciharalang is een bestuurslaag in het regentschap Ciamis van de provincie West-Java, Indonesië. Ciharalang telt 5155 inwoners (volkstelling 2010).